# Listă de filme de groază din 1980
Aceasta este o listă de filme de groază din 1980.